# Simon van Duivenbooden
Simon van Duivenbooden (Uithoorn, 11 maggio 2002) è un calciatore olandese, attaccante svincolato.

## Carriera
Cresciuto nei settori giovanili di Legmeervogels, Alphense Boys, Vitesse e PSV, il 20 maggio 2021 è tornato al Vitesse, venendo inserito nella formazione Under-21 del club. Il 2 aprile 2022 ha esordito in Eredivisie, in occasione dell'incontro perso 3-1 contro l'AZ Alkmaar. Ha segnato la sua prima rete in campionato il 13 novembre successivo, nell'incontro pareggiato 2-2 contro il Go Ahead Eagles.

## Statistiche

### Presenze e reti nei club
Statistiche aggiornate al 4 febbraio 2023.
| Stagione        | Squadra         | Campionato      | Campionato | Campionato | Coppe nazionali | Coppe nazionali | Coppe nazionali | Coppe continentali | Coppe continentali | Coppe continentali | Altre coppe | Altre coppe | Altre coppe | Totale | Totale |
| Stagione        | Squadra         | Comp            | Pres       | Reti       | Comp            | Pres            | Reti            | Comp               | Pres               | Reti               | Comp        | Pres        | Reti        | Pres   | Reti   |
| --------------- | --------------- | --------------- | ---------- | ---------- | --------------- | --------------- | --------------- | ------------------ | ------------------ | ------------------ | ----------- | ----------- | ----------- | ------ | ------ |
| 2021-2022       | Vitesse         | ED              | 2          | 0          | CO              | -               | -               | UECL               | -                  | -                  |             | -           | -           | 2      | 0      |
| 2022-2023       | Vitesse         | ED              | 5          | 1          | CO              | 0               | 0               |                    | -                  | -                  |             | -           | -           | 5      | 1      |
| Totale Vitesse  | Totale Vitesse  | Totale Vitesse  | 7          | 1          |                 | 0               | 0               |                    | -                  | -                  |             | -           | -           | 7      | 1      |
| Totale carriera | Totale carriera | Totale carriera | 7          | 1          |                 | 0               | 0               |                    | -                  | -                  |             | -           | -           | 7      | 1      |